# 砂川警察署
砂川警察署（すながわけいさつしょ）は、かつて存在した北海道警察本部が管轄する札幌方面の警察署の一つである。

## 所在地
- 北海道砂川市東2条南5丁目1-1

## 管轄区域
- 砂川市
- 空知郡の内上砂川町、奈井江町
- 樺戸郡の内浦臼町

## 沿革
- 1888年（明治21年）12月 - 札幌警察署市来知分署奈江請願巡査派出所として開設。
- 1942年（昭和17年）6月 - 滝川警察署砂川警部補派出所が発足。
- 1948年（昭和23年）1月 - 砂川町警察署が発足。
- 1953年（昭和28年）3月 - 砂川町警察署が廃止され、国家地方警察砂川警察署が発足。
- 1954年（昭和29年）7月 - 警察法改正により札幌方面砂川警察署となる。
- 2015年（平成27年）7月 - 砂川警察署を滝川警察署に統合し、署長などを配置しない滝川警察署の分署とする計画が発表される[1][2]。
- 2020年（令和2年）4月1日 - 滝川警察署と統合し、滝川警察署砂川警察庁舎となる[3]。

## 組織
- 署長（警視）
- 副署長（警視）
- 警務課
- 会計課
- 刑事・生活安全課
- 交通課
- 地域課
- 警備係

## 交番・駐在所
括弧内は所在地を表す（2020年の廃止時点）。

### 砂川市
- 駅前交番（砂川市東2条北2丁目1-21）
- 空知太駐在所（砂川市空知太東1条2丁目375-8）
- 豊沼連絡所（砂川市西1条南12丁目1-5）

### 浦臼町
- 浦臼駐在所（樺戸郡浦臼町字浦臼内172-61）
- 晩生内駐在所（樺戸郡浦臼町晩生内228-661）

### 上砂川町
- 上砂川駐在所（空知郡上砂川町字上砂川254-4）
- 下鶉駐在所（空知郡上砂川町字鶉38-12）

### 奈井江町
- 奈井江交番（空知郡奈井江町字奈井江227-19）